# Olympische Winterspiele 1932/Teilnehmer (Norwegen)
| Gelbes Symbol für Goldmedaillen mit stilisierten Olympischen Ringen | Graues Symbol für Silbermedaillen mit stilisierten Olympischen Ringen | Braundes Symbol für Bronzemedaillen mit stilisierten Olympischen Ringen |
| ------------------------------------------------------------------- | --------------------------------------------------------------------- | ----------------------------------------------------------------------- |
| 3                                                                   | 4                                                                     | 3                                                                       |

Norwegen nahm an den III. Olympischen Winterspielen 1932 in Lake Placid mit einer Delegation von 19 Athleten in fünf Disziplinen teil, davon 18 Männer und eine Frau. Mit drei Gold-, vier Silber- und drei Bronzemedaillen war Norwegen nach den Vereinigten Staaten die zweiterfolgreichste Nation. Fahnenträger bei der Eröffnungsfeier war der Nordische Kombinierer Johan Grøttumsbråten.

## Teilnehmer nach Sportarten

### Eiskunstlauf
Frauen
- Sonja Henie
Gold  (2302,5)

### Eisschnelllauf
Männer
- Erling Lindboe
500 m: im Vorlauf ausgeschieden
5000 m: im Vorlauf ausgeschieden

- Bernt Evensen
500 m: Silber 
1500 m: im Vorlauf ausgeschieden
5000 m: 6. Platz
10.000 m: 6. Platz

- Hans Engnestangen
500 m: im Vorlauf ausgeschieden
1500 m: im Vorlauf ausgeschieden
10.000 m: im Vorlauf ausgeschieden

- Håkon Pedersen
500 m: im Vorlauf ausgeschieden

- Ivar Ballangrud
1500 m: im Vorlauf ausgeschieden
5000 m: 5. Platz
10.000 m: Silber

- Michael Staksrud
1500 m: im Vorlauf ausgeschieden
5000 m: Rennen nicht beendet
10.000 m: Rennen nicht beendet

### Nordische Kombination
- Johan Grøttumsbråten
Einzel: Gold  (446,00)

- Sverre Kolterud
Einzel: 4. Platz (418,60)

- Ole Stenen
Einzel: Silber  (436,05)

- Hans Vinjarengen
Einzel: Bronze  (434,60)

### Skilanglauf
Männer
- Johan Grøttumsbråten
18 km: 6. Platz (1:27:15 h)

- Ole Hegge
50 km: 4. Platz (4:32:04 h)

- Kristian Hovde
18 km: 13. Platz (1:32:48 h)

- Arne Rustadstuen
18 km: 5. Platz (1:27:06 h)
50 km: Bronze  (4:31:53 h)

- Ole Stenen
18 km: 8. Platz (1:28:05 h)
50 km: Rennen nicht beendet

- Sigurd Vestad
50 km: 5. Platz (4:32:40 h)

### Skispringen
- Sigmund Ruud
Normalschanze: 7. Platz (215,1)

- Kåre Walberg
Normalschanze: Bronze  (219,5)

- Birger Ruud
Normalschanze: Gold  (228,1)

- Hans Beck
Normalschanze: Silber  (227,0)